# Derrick Alston
Derrick Samuel Alston (Bronx, Nueva York, 20 de agosto de 1972) es un exjugador y entrenador de baloncesto estadounidense. Mide 2,08 metros de altura y jugaba en la posición de ala-pívot. Su hijo Derrick Alston Jr. también es jugador de baloncesto. Actualmente es entrenador asistente de los Wisconsin Herd de la G League.

## Trayectoria

### Jugador
Fue elegido en el Draft de la NBA de 1994 por los Philadelphia 76ers, donde jugó dos temporadas. Pese a iniciar una tercera temporada con los Atlanta Hawks, a finales de 1996 emigró a Europa donde desarrolló la mayor parte de su carrera. Formó parte del TDK Manresa que ganó la Liga ACB 1997-98, una gran temporada a nivel individual y colectivo le valió para fichar por el FC Barcelona, donde gana una liga ACB y una Copa Korac.

### Entrenador
Tras su paso por el baloncesto argentino, Derrick abandona la práctica como jugador para convertirse en asistente técnico de Houston Rockets en el desarrollo profesional de los jugadores.
[actualizar]

## Logros y reconocimientos
- 1 Copa Korac: 1999,  con el FC Barcelona.
- 2 Liga ACB: 1997-1998, con el TDK Manresa y 1998-1999, con el FC Barcelona.
- 1 Liga de Turquía: 1996-1997, con el Efes Pilsen.
- 1 Copa de Turquía: 1996-1997, con el Efes Pilsen.

### Consideraciones personales
- Líder en recuperaciones de la Liga ACB de la temporada 2000-2001: 97 recuperaciones (2.85 por partido) con el Pamesa Valencia.
- Elegido "Gigante Extranjero" de la Liga ACB de la temporada 1997-1998 por la revista "Gigantes del Basket".
- Elegido "Jugador más valorado" de la Final de la Liga ACB en la temporada 1998-99.